# 애마부인 8
"애마부인 8"(Madame Emma 8)은 한국에서 제작된 석도원 감독의 1993년 드라마 영화이다. 루미나 등이 주연으로 출연하였고 최춘지 등이 제작에 참여하였다.

## 출연

### 주연
- 루미나
- 강은아
- 노현우

### 조연
- 원석
- 서창숙
- 유성
- 조학자
- 길달호
- 서영석

## 기타
- 촬영부: 전한수
- 촬영부: 김학수
- 촬영부: 박정현
- 촬영부: 이광조
- 조명: 마용천
- 조명부: 홍호진
- 조명부: 양권모
- 조명부: 박미라
- 조명부: 전종훈
- 스크립터: 최지선
- 조감독: 홍성원
- 조감독: 박천기
- 녹음: 이성근
- 분장: 강은자
- 옵티컬: 윤종두
- 효과: 양대호